# Tour de San Luis de 2010
A 4.ª edição do Tour de San Luis disputou-se entre 18 e 24 de janeiro de 2010.
Disputaram-se 7 etapas, ao igual que na edição 2009, com um total de 1026 km.
Entre as equipas participantes, a Liquigas coincidiu pelo segundo ano consecutivo, mas desta vez sem a sua figura, Ivan Basso. A equipa espanhola Andalucía-Cajasur coincidiu pela 2ª vez e a Foon-Servetto, conseguiu o 4º posto (antes da Saunier Duval e a Fuji-Servetto), enquanto o Xacobeo Galicia, estreiou na rodada argentina, ao igual que a equipa russa Katusha.
Uma das novidades que apresentou o Tour foi a participação do dinamarquês Michael Rasmussen dentro da equipa italiana Miche, depois do seu frustrado regresso a fins de 2009 na equipa mexicana Tecos-Trek. 
O ganhador final desta edição foi o italiano Vincenzo Nibali, da equipa Liquigas-Doimo, quem obteve a liderança na etapa Contrarrelógio, para manter até final e sendo o primeiro estrangeiro a conquistar o Tour de San Luis.
Nas outras classificações, Walter Pérez levou-se às metas volantes, o espanhol Rafael Valls na  montanha e por equipas o triunfo foi para o Androni Giocattoli.

## Equipas participantes
| Equipas                                   | Categoria                |
| ----------------------------------------- | ------------------------ |
| Liquigas-Doimo                            | UCI ProTeam              |
| Team Katusha                              | UCI ProTeam              |
| Footon-Servetto                           | UCI ProTeam              |
| Xacobeo Galiza                            | Profissional Continental |
| Androni Giocattoli                        | Profissional Continental |
| ISD-Neri                                  | Profissional Continental |
| Scott-Marcondes César-São José dos Campos | Profissional Continental |
| Jamis-Sutter Home                         | Continental              |
| Miche                                     | Continental              |
| Funvic-Pindamonhangaba                    | Continental              |
| Nutrixxion-Sparkasse                      | Continental              |

| Selecções |
| --------- |
| Alemanha  |
| Argentina |
| Chile     |
| Colômbia  |
| Cuba      |
| México    |
| Uruguai   |

## Etapas
| Etapa | Data          | Percurso                                 | km         | Ganhador          | Líder             |
| 1.ª]] | 18 de janeiro | San Luis-Villa Mercedes                  | 168,4      | Francesco Chicchi | Francesco Chicchi |
| 2.ª]] | 19 de janeiro | Potrero de los Funes-Mirador del Potrero | 157        | Rafael Valls      | Rafael Valls      |
| 3.ª]] | 20 de janeiro | Fraga-Buena Esperanza                    | 199,7      | Alberto Loddo     | Rafael Valls      |
| 4.ª]] | 21 de janeiro | San Luis-San Luis                        | 19,5 (CRI) | Vincenzo Nibali   | Vincenzo Nibali   |
| 5.ª]] | 22 de janeiro | San Luis-La Carolina                     | 156,4      | Jackson Rodríguez | Vincenzo Nibali   |
| 6.ª   | 23 de janeiro | Quines-Mirador del Sol                   | 150        | Luis Ángel Mate   | Vincenzo Nibali   |
| 7.ª   | 24 de janeiro | San Luis-San Luis                        | 167,1      | Alberto Loddo     | Vincenzo Nibali   |

## Classificações finais

### Classificação geral
| Posição | Ciclista                | Equipa                 | Tempo       |
| ------- | ----------------------- | ---------------------- | ----------- |
|         | Vincenzo Nibali         | Liquigas-Doimo         | 25h 44' 47" |
| 2       | José Serpa              | Androni Giocattoli     | + 28"       |
| 3       | Rafael Valls            | Footon-Servetto        | + 1' 19"    |
| 4       | Ignacio Pereira         | Selecção de Argentina  | + 1' 37"    |
| 5       | Santiago Botero         | Selecção da Colômbia   | + 2' 15"    |
| 6       | Jackson Rodríguez       | Androni Giocattoli     | + 2' 15"    |
| 7       | Jorge Giacinti          | Scott-Marcondes        | + 2' 15"    |
| 8       | Michael Rasmussen       | Miche                  | + 2' 16"    |
| 9       | Arnold Alcolea          | Selecção de Cuba       | + 2' 37"    |
| 10      | Carlos José Ochoa       | Androni Giocattoli     | + 3' 45"    |
| 11      | José Antonio de Segovia | Xacobeo Galiza         | + 4' 18"    |
| 12      | Luis Ángel Matei        | Androni Giocattoli     | + 4' 23"    |
| 13      | Alexandr Kolobnev       | Team Katusha           | + 4' 47"    |
| 14      | Raúl Granjel            | Selecção de Cuba       | + 4' 53"    |
| 15      | Robert Kiserlovski      | Liquigas-Doimo         | + 5' 22"    |
| 16      | Manuel Vázquez Hueso    | Andalucía-CajaSur      | + 5' 46"    |
| 17      | Luca Mazzanti           | Team Katusha           | + 6' 02"    |
| 18      | Pedro Nicácio           | Funvic-Pindamonhangaba | + 6' 51"    |
| 19      | Gerardo Fernández       | Selecção de Argentina  | + 6' 54"    |
| 20      | Moritz Milatz           | Selecção de Alemanha   | + 6' 56"    |

### Classificação dos sprints
| Posição | Ciclista        | Equipa                | Pontos |
| ------- | --------------- | --------------------- | ------ |
|         | Walter Pérez    | Selecção de Argentina | 9      |
| 2       | Luis Mansilla   | Selecção de Chile     | 7      |
| 3       | Gonzalo Garrido | Selecção de Chile     | 6      |
| 4       | Emanuel Guevara | Selecção de Argentina | 5      |
| 5       | Alien García    | Selecção de Cuba      | 5      |

### Classificação da montanha
| Posição | Ciclista          | Equipa             | Pontos |
| ------- | ----------------- | ------------------ | ------ |
|         | Rafael Valls      | Footon-Servetto    | 51     |
| 2       | José Serpa        | Androni Giocattoli | 43     |
| 3       | Vincenzo Nibali   | Liquigas-Doimo     | 36     |
| 4       | Luis Ángel Mate   | Androni Giocattoli | 29     |
| 5       | Jackson Rodríguez | Androni Giocattoli | 26     |

### Classificação por equipas
| Posição | Equipa                | Tempo       |
| ------- | --------------------- | ----------- |
|         | Androni Giocattoli    | 77h 19' 43" |
| 2       | Selecção da Argentina | + 8' 31"    |
| 3       | Selecção de Cuba      | + 14' 13"   |
| 4       | Andalucía-CajaSur     | + 14' 54"   |
| 5       | Xacobeo Galicia       | + 16' 56"   |